# Mähring
Mähring é um município da Alemanha, situado no distrito de Tirschenreuth, no estado da Baviera. Tem 72,94 km² de área, e sua população em 2019 foi estimada em 1.751 habitantes.